# Kim Min-hyeok (cầu thủ bóng đá, sinh tháng 2 năm 1992)
Đây là một tên người Triều Tiên, họ là Kim.
Kim Min-hyeok (phát âm tiếng Hàn Quốc: [kim.min.ɦjʌk̚]; sinh ngày 27 tháng 2 năm 1992) là một cầu thủ bóng đá người Hàn Quốc thi đấu cho Buriram United ở Thai League  ở vị trí hậu vệ.

## Sự nghiệp câu lạc bộ
Anh thi đấu cho học viện trẻ của Hamburger SV trước khi gia nhập Đại học Soongsil năm 2009. Năm 2014, anh ký hợp đồng với Sagan Tosu. Anh có màn ra mắt trước Urawa Reds.

## Sự nghiệp quốc tế
Kim là một phần trong đội hình Hàn Quốc tham dự Cúp bóng đá Đông Á 2015.

## Thống kê câu lạc bộ
Cập nhật đến ngày 23 tháng 2 năm 2016.
| Thành tích câu lạc bộ | Thành tích câu lạc bộ | Thành tích câu lạc bộ | Giải vô địch | Giải vô địch | Cúp                   | Cúp                   | Cúp Liên đoàn | Cúp Liên đoàn | Tổng cộng | Tổng cộng |
| Mùa giải              | Câu lạc bộ            | Giải vô địch          | Số trận      | Bàn thắng    | Số trận               | Bàn thắng             | Số trận       | Bàn thắng     | Số trận   | Bàn thắng |
| Nhật Bản              | Nhật Bản              | Nhật Bản              | Giải vô địch | Giải vô địch | Cúp Hoàng đế Nhật Bản | Cúp Hoàng đế Nhật Bản | J. League Cup | J. League Cup | Tổng cộng | Tổng cộng |
| --------------------- | --------------------- | --------------------- | ------------ | ------------ | --------------------- | --------------------- | ------------- | ------------- | --------- | --------- |
| 2014                  | Sagan Tosu            | J1 League             | 27           | 0            | 2                     | 0                     | 1             | 0             | 30        | 0         |
| 2015                  | Sagan Tosu            | J1 League             | 25           | 0            | 3                     | 0                     | 4             | 1             | 32        | 1         |
| Tổng                  | Tổng                  | Tổng                  | 52           | 0            | 5                     | 0                     | 5             | 1             | 62        | 1         |